# ماغنوس كارلسون (مغني سويدي)
ماغنوس كارلسون (بالسويدية: Magnus Carlsson)‏ هو مغني ومقدم تلفزيوني سويدي، ولد في 24 يونيو 1974 في Fristad ‏ في السويد.

## وصلات خارجية
- الموقع الرسمي
- ماغنوس كارلسون على موقع IMDb (الإنجليزية)
- ماغنوس كارلسون على موقع ميوزك برينز (الإنجليزية)
- ماغنوس كارلسون على موقع أول ميوزيك (الإنجليزية)
- ماغنوس كارلسون على موقع ديسكوغز (الإنجليزية)